# Super Prestige Pernod 1961
De Super Prestige Pernod 1961 was de derde editie van dit regelmatigheidsklassement in het wielrennen. De kalender werd uitgebreid van vijftien tot twintig koersen: de Ronde van Spanje en de Ronde van Italië telden voor het eerst mee voor het klassement, net als de kleinere etappekoersen Ronde van Romandië, Vierdaagse van Duinkerke en Grand Prix du Midi Libre. Ook de eendagskoersen Genua-Nice, de Waalse Pijl en de Ronde van de Drie Valleien leverden voor het eerst punten op voor de Super Prestige Pernod.
Daarentegen werden er ook drie wedstrijden die niet meer waren opgenomen in het klassement: behalve de Omloop van het Westen - die in 1960 al was afgelast - betrof dit Parijs-Nice en Luik-Bastenaken-Luik.
Tourwinnaar Jacques Anquetil werd winnaar van het eindklassement en Raymond Poulidor eindigde als tweede. De Belgische wereldkampioen Rik Van Looy werd derde in de stand. Behalve de Super Prestige Pernod werden er nog twee andere prijzen uitgereikt: de Prestige Pernod voor Franse renners en de Promotion Pernod voor Franse renners onder de 25 jaar.

## Wedstrijden
| Datum           | Koers                               | Winnaar            |
| --------------- | ----------------------------------- | ------------------ |
| 5 maart         | Genua-Nice (1961)                   | Fernand Picot      |
| 18 maart        | Milaan-San Remo (1961)              | Raymond Poulidor   |
| 26 maart        | Ronde van Vlaanderen (1961)         | Tom Simpson        |
| 9 april         | Parijs-Roubaix (1961)               | Rik Van Looy       |
| 23 april        | Parijs-Brussel (1961)               | Pino Cerami        |
| 1 mei           | GP Stan Ockers (1961)               | Niet georganiseerd |
| 26 april–11 mei | Ronde van Spanje (1961)             | Angelino Soler     |
| 11–14 mei       | Ronde van Romandië (1961)           | Louis Rostollan    |
| 11–14 mei       | Vierdaagse van Duinkerke (1961)     | Ab Geldermans      |
| 16 mei          | Waalse Pijl (1961)                  | Willy Vannitsen    |
| 24–27 mei       | Grand Prix du Midi Libre (1961)     | Joseph Groussard   |
| 29 mei–4 juni   | Critérium du Dauphiné Libéré (1961) | Brian Robinson     |
| 4 juni          | Bordeaux-Parijs (1961)              | Wim van Est        |
| 20 mei–11 juni  | Ronde van Italië (1961)             | Arnaldo Pambianco  |
| 25 juni–16 juli | Ronde van Frankrijk (1961)          | Jacques Anquetil   |
| 13 augustus     | Ronde van de Drie Valleien (1961)   | Willy Vannitsen    |
| 3 september     | Wereldkampioenschap in Bern (1961)  | Rik Van Looy       |
| 17 september    | Grote Landenprijs (1961)            | Jacques Anquetil   |
| 8 oktober       | Parijs-Tours (1961)                 | Joseph Wouters     |
| 21 oktober      | Ronde van Lombardije (1961)         | Vito Taccone       |

## Eindklassementen

### Individueel
| Plek | Renner           | Punten |
| ---- | ---------------- | ------ |
| 1    | Jacques Anquetil | 241    |
| 2    | Raymond Poulidor | 198    |
| 3    | Rik Van Looy     | 197    |
| 4    | Gilbert Desmet   | 136    |
| 5    | Nino Defilippis  | 120    |
| 5    | Imerio Massignan | 120    |
| 7    | Charly Gaul      | 110    |
| 8    | Guido Carlesi    | 103    |
| 9    | Willy Vannitsen  | 100    |
| 10   | Jean Graczyk     | 82     |

- Prestige Pernod: Jacques Anquetil
- Promotion Pernod: Raymond Poulidor

1959 · 1960 · 1961 · 1962 · 1963 · 1964 · 1965 · 1966 · 1967 · 1968 · 1969 · 1970 · 1971 · 1972 · 1973 · 1974 · 1975 · 1976 · 1977 · 1978 · 1979 · 1980 · 1981 · 1982 · 1983 · 1984 · 1985 · 1986 · 1987